# Mick Mars
Pour les articles homonymes, voir Mick et Mars.
Robert Alan Deal, plus connu sous le pseudonyme de Mick Mars, né le 4 mai 1951 à Terre Haute (Indiana), était le guitariste principal du groupe de hard rock Mötley Crüe.

## Biographie
Il est l'un des membres fondateurs du groupe Mötley Crüe. Depuis qu'il a été recruté en 1981 après que Tommy Lee et Nikki Sixx soient tombés sur l'annonce suivante "Méchant guitariste bruyant extra-terrestre recherche d'autres aliens sur la Terre voulant conquérir le monde". Aucun album de Mötley Crüe n'est sorti sans Mick Mars à la guitare. Il s'est néanmoins toujours démarqué des autres membres du groupe (connus pour leurs nombreuses frasques) de par son sérieux et son caractère réservé. Il est par ailleurs l'inventeur du nom du groupe à la suite d'une discussion entre les membres de son ancien groupe The White Horses où le chanteur, en voyant les musiciens, dit : « We're certainly a motley looking like crew » (« en voilà une bande où c'est le bordel»). L'association des mots motley et crew signifient la bande bordélique. 
Il rencontra, par ailleurs, Nikki Sixx un an avant la formation de Mötley Crüe. Avant un concert, Mick se rendit chez un marchand de spiritueux, parla quelques instants avec le vendeur et l'invita à ce concert. Un an plus tard, peu de mois après la formation de Mötley Crüe, lors d'une répétition, Nikki observa Mick et lui dit : « Mais au fait, tu ne serais pas le guitariste qui était venu acheter du Schnaps avant son concert il y a un an ? »
Mick Mars est atteint d'une maladie inflammatoire chronique qui touche les articulations, la spondylarthrite ankylosante. Une trop longue présence au soleil lui est déconseillée. Son style sur scène en est par ailleurs affecté puisqu'il éprouve désormais des difficultés à se mouvoir et à se tenir debout sur une période prolongée.
Il reste cependant aujourd'hui toujours considéré comme un très grand guitariste. Le son de guitare de Mick Mars est par ailleurs identifiable à l'accordage en Ré (un ton plus bas que l'accordage classique) qu'il a utilisé tout au long de sa carrière avec Mötley Crüe.
Mick Mars est un peu l'anti guitare-héros, du point de vue de son jeu de scène et de l'utilité de la guitare. Pour Mick, le plus important est de composer un beau morceau de blues et de le tourner à la sauce heavy metal et d'y ajouter, s'il le faut, un solo de guitare. Mick Mars a toujours renoncé à devenir un shredder de la guitare, malgré l'exécution, sur scène, d'improvisations de solo de guitare quelque peu originaux. Il n'y voit pas grand intérêt. Il dira même à son bassiste Nikki Sixx : « De toute façon, ces types mourront un jour... »
En 2018, il participe à la production du film sur Mötley Crüe, The Dirt de Jeff Tremaine, qui sort sur Netflix en 2019.
Le 27 octobre 2022, Mick Mars annonce son retrait de Mötley Crüe, 41 ans après la création du groupe, sa maladie devenant trop handicapante.

## Vie privée
- Tina et Franck Deal ont eu cinq enfants (Mick est le deuxième)
- Mick a eu deux enfants : Les Paul (1971) et Stormy (1973) avec sa première femme Sharon
- Mick a eu de sa relation avec Marcia un enfant : Erik Michael (1976)
- Mick a été marié de 1990 à 1993 avec l'une des deux choristes de Mötley Crüe, Emi Canyn (ancienne membre des Nasty Habits[5])
- Mick a eu une relation avec la réalisatrice de documentaires Robbie Mantooth jusqu'en décembre 2004
- Mick vit, depuis 2007 avec l'ex candidate Miss Zürich Seraina SCHÖNENBERGER. Elle apparait au début du clip Saint Of Los Angeles et a suivi Mötley Crüe lors du Crüe Fest.